# Otto Fredrik Suenson

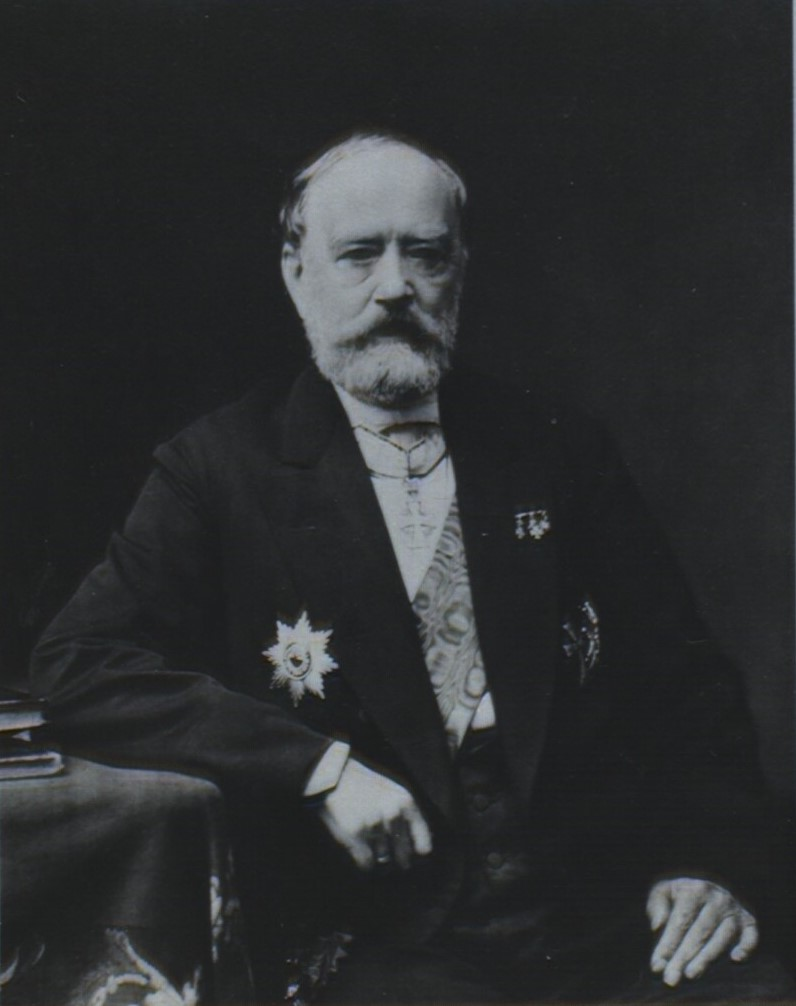
Otto Fredrik Suenson

Otto Fredrik Suenson (* 19. November 1810 in Kopenhagen; † 19. November 1888) war ein dänischer Seeoffizier und Marineminister.

## Herkunft und Familie
Otto Fredrik Suensons Vater war der Seeoffizier, zuletzt „kommandør“ (etwa Fregattenkapitän), Jean André Suenson (1773–1840), seine Mutter war dessen Ehefrau Anne Cathrine, geb. Lutken (1776–1855). Suenson vermählte sich am 25. November 1837 in Kopenhagen mit Signe Ragnhilde Cornelia Dorothea Meyer (* 29. Mai 1814 In Kopenhagen; † 12. Dezember 1891 ebenda), Tochter des Direktors des Marinehospizes und Großhändlers, Johan Didrik Meyer (1774–1838) und dessen Gattin Anne Dorothea, geb. Hornbeck (1782–1851).

## Leben
Suenson wurde 1822 Kadett, 1829 Sekondeleutnant, 1839 Premierleutnant, 1847 Kapitänleutnant und 1854 Kapitän. 1830 bis 1831 war er Steuermann auf einem Handelsschiff, 1831 bis 1832 war er mit der Korvette Fortuna in Westindien. Danach studierte er Mathematik und lehrte von 1834 bis 1839 an der Søkadetakademi. 1839 wurde er für einen dreijährigen Aufenthalt ins Vereinigte Königreich, Frankreich und die Niederlande geschickt. Im Vereinigten Königreich beaufsichtigte er den Bau des Raddampfers Hekla. Nach seiner Heimkehr 1843 wurde er Inspektionsoffizier am Dock und im Schiffsbau. Zudem trat er verschiedenen technischen Kommissionen bei und wurde wieder Lehrer an der Søkadetakademi. 1845 beendete er seine Lehrtätigkeit und wurde Unterfabrikmeister und 1848 wirklicher Fabrikmeister.
1852 bis 1853 war er Abgeordneter des Folketings, 1857 bis 1863 Bürgerrepräsentant in Kopenhagen, 1859 bis 1865 Mitglied des Hafenrates, 1861 vom König gewähltes Mitglied des Reichsrates und 1866 bis 1873 Abgeordneter des Landstings. 1867 bis 1869 war er Marineminister im Kabinett Frijs.

## Auszeichnungen und Mitgliedschaften
1838 bis 1839 und 1843 bis 1845 war er Vorsitzender der Søelieutenantselskab. 1848 wurde er zum Ritter des Dannebrogordens, 1851 zum Dannebrogmann, 1858 zum Komtur ernannt.